# Венедикт (Алентов)
Архиепи́скоп Венеди́кт (в миру Виталий Александрович Алентов; 18 (30) апреля 1888, село Векшеньга, Тотемский уезд, Вологодская губерния — 20 января 1938, Мичуринск, Тамбовская область) — епископ Русской православной церкви, архиепископ Тамбовский и Мичуринский.

## Биография
Родился 18 апреля 1880 года на погосте Векшеньга Шуйской волости Тотемского уезда Вологодской губернии в семье диакона.
В 1903 года окончил Вологодское духовное училище. В 1909 году окончил Вологодскую духовную семинарию. В 1913 году окончил Санкт-Петербургскую духовную академию со степенью кандидата богословия. Оставлен при академии на год профессорским стипендиатом.
22 августа 1913 года в Успенской Почаевской лавре архиепископом Антонием (Храповицким) пострижен в монашество, а 26 августа того же года был рукоположён в сан иеромонаха.
19 сентября 1914 года, окончив стипендиатский год, проведённый в СПбДА, иеромонах Венедикт (Алентов) был назначен преподавателем гражданской истории Московской духовной семинарии. Для написания своей магистерской диссертации обращался к Правлению с просьбой походатайствовать о высылке ему необходимых книг из собрания Соловецкой библиотеки, хранящейся в Казанской духовной академии. К 1917 году он доработал своё кандидатское сочинение до магистерской диссертации. На данную работу от профессора СПбДА Ивана Карабинова был получен положительный отзыв, однако из-за нараставшей революционной обстановки его так и не напечатали в Журналах Совета. Тем не менее, эта диссертация принесла иеромонаху Венедикту (Алентову) степень магистра богословия.
С 1919 года в числе братии Московского Данилова монастыря.
7 марта 1921 года хиротонисан во епископа Вяземского, викарий Смоленской епархии.
В 1921 году обвинён в «нарушении декрета об отделении Церкви от государства». Был оправдан.
Уклонившись летом 1922 года в обновленчество, признав обновленческое ВЦУ. 30 января 1923 году назначен епископом Смоленским и Дорогобужским, председателем обновленческого Смоленского епархиального управления. Кафедра располагалась в Успенском соборе Смоленска. В апреле того же года отошёл от управления епархией.
В 1924 году принёс покаяние патриарху Тихону и был оставлен на Вяземской кафедре
6 февраля 1927 года арестован. Находился в дом предварительного заключения № 2. 20 апреля 1927 года мера пресечения была изменена на подписку о невыезде. Арестован вторично, по постановлению Коллегии ОГПУ от 29 августа 1927 года заключен в лагерь на 10 лет. В связи с арестом «уволен на покой». Освобождён досрочно 6 августа 1934 года и поселился в Рязани.
22 ноября 1934 года назначен епископом Арзамасским, викарием Нижегородской епархии, но не получил регистрации.
12 марта 1935 года назначен епископом Рыбинским, викарий Ярославской епархии (назначение отменено).
20 февраля 1936 года назначен епископом Тамбовским и Мичуринским с возведёнием в сан архиепископа.
28 апреля 1937 года арестован органами НКВД и содержался под стражей в тюрьме Мичуринска. Решением Тройки УНКВД по Тамбовской области от 6 декабря 1937 года приговорён к расстрелу. Приговор приведён в исполнение 20 января 1938 года.
Реабилитирован постановлением Президиума Тамбовского областного суда 21 июня 1957 года.

## Сочинения
- Чин таинства Елеосвящения. — Сергиев Посад, 1917. — 302 с.
- Христианство и жизнь: (К движению в православной церкви) // Жизнь и церковь. 1923. — № 1. — С. 3-6.
- Вопрос о пастырстве: (К движению в православной церкви) // Жизнь и церковь. 1923. — № 1. — С. 6-10.
- К истории православного богослужения. — Киев: Общество любителей православной литературы; Изд-во св. Льва, папы Римского, 2004. — 616 с.